# Détachement d'armée Narvik
Le détachement d'armée Narvik (en allemand : Armee-Abteilung Narvik) était un détachement d'armée de l'Armée de terre (Heer) de la Wehrmacht, formé le 25 novembre 1944 à partir du XIX. Gebirgs-Armeekorps.

## Organisation

### Commandant
| Date                          | Grade           | Commandant     |
| ----------------------------- | --------------- | -------------- |
| 25 novembre 1944 - 8 mai 1945 | Generalleutnant | Ferdinand Jodl |

### Chef d'état-major
| Date                          | Grade  | Commandant      |
| ----------------------------- | ------ | --------------- |
| 25 novembre 1944 - 8 mai 1945 | Oberst | Konrad Purucker |

### Officiers d'Opérations (1. Generalstabsoffizier (Ia))
| Date                               | Grade | Commandant           |
| ---------------------------------- | ----- | -------------------- |
| 25 novembre 1944 - 25 janvier 1945 | Major | Klaus Becker         |
| 25 janvier 1945 - 8 mai 1945       | Major | Wilhelm Speisebecher |

## Zones d'opérations
- Norvège : Novembre 1944 - mai 1945

## Ordre de bataille
31 décembre 1944
- À la disposition du détachement d'armée Narvik
  - XXXVI. Gebirgs-Armeekorps
  - XXVII. Gebirgs-Armeekorps
  - MG-Ski-Brigade “Finnland”
  - Panzer-Brigade “Norwegen”
  - Radfahr-Aufklärungs-Brigade “Norwegen”
- XIX. Gebirgs-Armeekorps
  - 7. Gebirgs-Division + Gebirgsjäger-Brigade 139
  - 230. Infanterie-Division
  - 6. Gebirgs-Division + Grenadier-Brigade 388
  - Divisionsgruppe K (Division z.b.V. 140)
  - 270. Infanterie-Division + Grenadier-Brigade 193
  - 169. Infanterie-Division
- LXXI. Armeekorps
  - 210. Infanterie-Division + Festungs-Brigade Lofoten
  - 163. Infanterie-Division
  - 199. Infanterie-Division + Grenadier-Brigade 503

19 février 1945
- 6. Gebirgs-Division
- Grenadier-Brigade 388
- Divisionsstab z.b.V. 140
- Gebirgsjäger-Brigade 139
- 270. Infanterie-Division
- Grenadier-Brigade 193
- Radfahr-Aufklärungs-Brigade “Norwegen”

1er mars 1945
- À la disposition du détachement d'armée Narvik
  - Radfahr-Aufklärungs-Brigade “Norwegen”
  - Composants tactiques assignés directement à l'Armee-Abteilung Narvik
    - 6. Gebirgs-Division
    - Grenadier-Brigade 388
    - 270. Infanterie-Division
    - Grenadier-Brigade 193
- LXXI. Armeekorps
  - 230. Infanterie-Division
  - 210. Infanterie-Division + Festungs-Brigade Lofoten
  - Divisionsstab z.b.V. 140
  - Gebirgsjäger-Brigade 139 + Grenadier-Brigade 503
  - 7. Gebirgs-Division

12 avril 1945
- À la disposition du détachement d'armée Narvik
  - Radfahr-Aufklärungs-Brigade “Norwegen”
  - Composants tactiques assignés directement à l'Armee-Abteilung Narvik
    - 6. Gebirgs-Division
    - Grenadier-Brigade 388
    - 270. Infanterie-Division + Grenadier-Brigade 193
- LXXI. Armeekorps
  - Grenadier-Brigade 503
  - Divisionsgruppe K (Division z.b.V. 140)
  - Gebirgsjäger-Brigade 139
  - 210. Infanterie-Division + Festungs-Brigade Lofoten
  - 230. Infanterie-Division